# Cerchi di pietre dell'età del ferro
I cerchi di pietre dell'età del ferro (circa 500 a.C. - circa 400 d.C.) furono una tipica architettura funeraria in uso nella Scandinavia meridionale, specialmente nel Gotland e nel Götaland, durante l'età del ferro pre-romana e l'età del ferro romana. In Svezia vengono chiamati Domarringar (cerchi dei giudici), Domkretsar (cerchi dei giudici) o Domarsäten (seggi dei giudici). Non vanno confusi con i cerchi di pietre dell'età del bronzo e con quelli dell'Antica Britannia.

## Storia

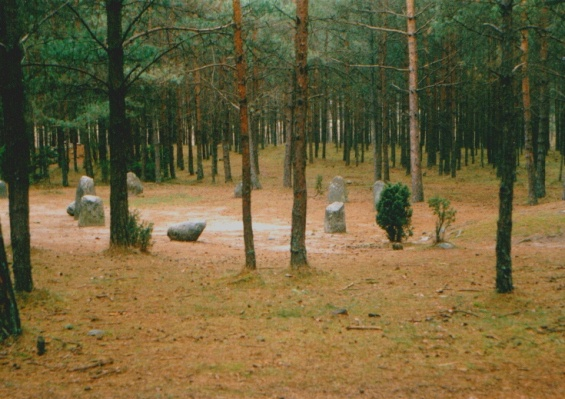
Cerchio di pietre nella Polonia settentrionale, dove i Goti si insediarono dopo la migrazione dalla Scandza

Nel I secolo le tradizioni scandinave attraversarono il Mar Baltico approdando nell'odierna Polonia, probabilmente trasportate dai Goti, come indicato dagli scavi archeologici effettuati durante l'Impero germanico (vedi la cultura di Wielbark). Il cerchio di pietre veniva a volte usato come cimitero.

## Esempi di cerchi
- Cimitero di Gettlinge, Öland, Svezia
- Hulterstad gravfalt, Öland, Svezia
- Pietre di Jelling, Vejle, Danimarca
- Stoplesteinan, Norvegia

## Forme
I cerchi sono solitamente rotondi, o a forma di ellissi allungate. Le pietre possono essere molto grandi, e solitamente sono 9 o 12. A volte sono solo 6 o 8. Un cerchio, quello di Nässja (nei pressi di Vadstena), raccoglie 24 pietre. Gli scavi hanno portato alla luce carbone bruciato al centro del cerchio, per cui il complesso viene tuttora considerato un cimitero per corpi cremati.

## Thing
Secondo numerose tradizioni i cerchi di pietre venivano usate come Thing (assemblee di governo) o assemblee generiche. Cerchi simili venivano usati per assemblee popolari in Danimarca nel XVI secolo, e nella parrocchia di Vad, a Västergötland, le assemblee del villaggio vennero tenute all'interno di cun cerchio di pietre fino al XIX secolo.

## Snorri Sturluson
Anche se l'idea che i cerchi di pietre fossero sepolcri è andata in disuso, era ancora in voga nel XIII secolo come testimoniano queste poche righe scritte da Snorri Sturluson come introduzione al suo Heimskringla: